# 트윈 시티 사이클론스
| 피디 사이클론스 트윈 시티 사이클론스 |                                                                      |
| 설립연도                             | 2005년                                                               |
| 해체연도                             | 2009년                                                               |
| 역사                                 | 피디 사이클론스 (2005년~2007년) 트윈 시티 사이클론스 (2007년~2009년) |
| 경기장                               | 플로렌스 시빅 센터 LJVM 콜리시엄 안넥스                              |
| 연고지                               | 사우스캐롤라이나주 플로렌스 노스캐롤라이나주 윈스턴-세일럼           |
| 상징색                               | 감색, 빨강                                                           |
| 구단주                               |                                                                      |
| 단장                                 |                                                                      |
| 감독                                 |                                                                      |
| 정규시즌 우승                        |                                                                      |
| 플레이오프 우승                      |                                                                      |
| 영구 결번                            |                                                                      |

피디 사이클론스/트윈 시티 사이클론스(Pee Dee Cyclones/Twin City Cyclones)는 미국 사우스캐롤라이나주 플로렌스/노스캐롤라이나주 윈스턴-세일럼을 연고지로 하는 2005년부터 2009년까지 SPHL 소속되었던 아이스 하키팀이다.

## 역대 홈경기장
| 경기장                               | 사용기간      | 수용인원 | 장소                           | 비고 |
| ------------------------------------ | ------------- | -------- | ------------------------------ | ---- |
| 피디 사이클론스/트윈 시티 사이클론스 |               |          |                                |      |
| 플로렌스 시빅 센터                   | 2005년~2007년 | 7,526명  | 사우스캐롤라이나주 플로렌스    | 빈칸 |
| LJVM 콜리시엄 안넥스                 | 2007년~2009년 | 4,000명  | 노스캐롤라이나주 윈스턴-세일럼 | 빈칸 |